# Gueïda Fofana
Gueïda Fofana (Le Havre, 16 maggio 1991) è un allenatore di calcio ed ex calciatore francese, di ruolo difensore o centrocampista, tecnico del RWDM47.

## Biografia
Possiede il passaporto guineano.

## Caratteristiche tecniche
Poteva ricoprire tutti i ruoli del centrocampo e poteva anche giocare come difensore centrale.
Nel 2010 è stato inserito nella lista dei migliori calciatori nati dopo il 1989 stilata da Don Balón.

## Carriera

### Club

#### L'esordio con il Le Havre
Ha iniziato la sua carriera di calciatore nel 1998 militando per l'ES Mont-Gaillard, squadra della sua città natale. Dopo moltissime partite giocate bene, attira a sé alcuni club intenzionati ad acquistarlo, su tutti il Le Havre. All'inizio il calciatore rifiutò la proposta di andare a giocare in Francia per rimanere vicino alla famiglia e giocare con i suoi compagni di squadra ma dopo un po', esattamente nel 2001 decise di intraprendere questa nuova esperienza all'età di dodici anni. Nelle giovanili del club francese diventa un vero e proprio punto fermo della squadra insieme al capitano Paul Pogba e così, nel 2008 firma un prolungamento del contratto con scadenza fino a giugno 2011. Nella stagione 2008-2009, a soli diciassette anni, viene convocato in prima squadra per diverse partite senza mai compiere l'esordio. Lo stesso anno la società di Le Havre retrocede in Ligue 2 e per la stagione 2009-2010 il calciatore inizia ad allenarsi con la prima squadra in modo permanente. Compie il suo debutto il 18 agosto 2009, entrando dalla panchina, nella partita contro il Tours. Mette a segno la sua prima rete da calciatore professionista nel match disputato contro l'Ajaccio conclusosi con il risultato di una rete a zero. Due settimane più tardi fa il suo esordio da titolare nel match disputatosi contro il Clermont. Conclude la stagione calcistica con lo score di trentuno presenze e una sola rete.
Inizia la stagione schierato da titolare di centrocampo per la prima squadra. Mette a segno la sua prima rete, esattamente il 3 dicembre 2010, nella vittoria interna contro il Metz. Rinnova il contratto con la società francese dopo il mancato trasferimento all'Aston Villa.

#### Il passaggio all'Olympique Lione e il ritiro
L'ultimo giorno della sessione di calciomercato, il calciatore viene acquistato dall'Olympique Lione per 1,8 milioni di euro più incentivi, firmando un contratto con durata quadriennale. Sceglie la maglia numero 15 e, durante una conferenza stampa, commenta con la citazione una grande soddisfazione il passaggio alla squadra di Lione. Compie il suo esordio in Champions League nel match contro l'Ajax conclusosi con il risultato di parità. Il suo primo gol con il Lione arriva in Europa League il 20 febbraio del 2013 durante la partita con il Tottenham.
Il 18 gennaio 2017 annuncia il ritiro a causa di un infortunio cronico alla caviglia, a soli 25 anni.

### Nazionale

#### Nazionale Under-16 e Under-17
Ha compiuto tutta la trafila nelle rappresentative nazionali. Ha debuttato con l'Under-16 nel match disputatosi contro l'Irlanda Under-16 finito con il risultato di 1 a 1. Segna la sua prima rete in nazionale durante il match contro la Turchia finito con il risultato di 4 a 1 in favore dei Bleus. Gioca l'ultima partita con l'Under-16, prima di passare all'Under-17, contro la Germania Under-16 il 30 maggio 2006 all'Olympiastadion. Con l'Under-17 diventa capitano e segna un gol alla sua prima apparizione durante il match contro la Svizzera Under-17. Durante le qualificazioni per il Campionato europeo di calcio Under-17 edizione 2008 segna una doppietta contro l'Albania Under-17 e alla fine del torneo la Francia Under-17 si piazza al secondo posto alle spalle della Spagna Under-17 vincitrice.

#### Nazionale Under-18, Under-19 e Under-20
Con l'Under-18 disputa nove partite, e la più importante è stata quella giocata al Wembley Stadium contro l'Inghilterra Under-18. Nel 2010, esattamente il 30 luglio, vince il Campionato europeo di calcio Under-19 battendo la Nazionale di calcio della Spagna Under-19 con il risultato di 2 a 1. Con questa vittoria ha guadagnato il passaggio, sempre come capitano, all'Under-20 guidata da Francis Smerecki. Debutta il 7 ottobre 2010 nel match disputato con il Portogallo Under-20 conclusosi con il risultato di 3 a 3. Ha debuttato nel Campionato mondiale di calcio Under-20 il 30 luglio 2011 contro la Colombia Under-20 e ha giocato anche il match contro la Corea del Sud Under-20.

## Statistiche

### Presenze e reti nei club
Statistiche aggiornate al 2 aprile 2014.
| Stagione        | Squadra         | Campionato      | Campionato | Campionato | Coppe nazionali | Coppe nazionali | Coppe nazionali | Coppe continentali | Coppe continentali | Coppe continentali | Altre coppe | Altre coppe | Altre coppe | Totale | Totale |
| Stagione        | Squadra         | Comp            | Pres       | Reti       | Comp            | Pres            | Reti            | Comp               | Pres               | Reti               | Comp        | Pres        | Reti        | Pres   | Reti   |
| --------------- | --------------- | --------------- | ---------- | ---------- | --------------- | --------------- | --------------- | ------------------ | ------------------ | ------------------ | ----------- | ----------- | ----------- | ------ | ------ |
| 2009-2010       | Le Havre        | L2              | 30         | 1          | CF+CdL          | 0+0             | 0+0             | -                  | -                  | -                  | -           | -           | -           | 32     | 1      |
| 2010-2011       | Le Havre        | L2              | 34         | 3          | CF+CdL          | 0+2             | 0+0             | -                  | -                  | -                  | -           | -           | -           | 36     | 3      |
| Totale Le Havre | Totale Le Havre | Totale Le Havre | 64         | 4          |                 | 2               | 0               |                    | -                  | -                  |             | -           | -           | 66     | 4      |
| 2011-2012       | O. Lione 2      | CFA             | 1          | 0          | -               | -               | -               | -                  | -                  | -                  | -           | -           | -           | 1      | 0      |
| 2011-2012       | O. Lione        | L1              | 18         | 0          | CF+CdL          | 4+0             | 0+0             | UCL                | 3                  | 0                  | SF          | 0           | 0           | 25     | 0      |
| 2012-2013       | O. Lione        | L1              | 27         | 2          | CF+CdL          | 1+1             | 1+0             | UEL                | 8                  | 2                  | SF          | 1           | 0           | 38     | 5      |
| 2013-2014       | O. Lione        | L1              | 25         | 2          | CF+CdL          | 1+3             | 0+0             | UCL+UEL            | 4+6                | 0+2                | -           | -           | -           | 39     | 4      |
| Totale O. Lione | Totale O. Lione | Totale O. Lione | 70         | 4          |                 | 10              | 1               |                    | 21                 | 4                  |             | 1           | 0           | 102    | 9      |
| Totale carriera | Totale carriera | Totale carriera | 135        | 8          |                 | 12              | 1               |                    | 21                 | 4                  |             | 1           | 0           | 169    | 13     |

## Palmarès

### Club
- Coppa di Francia: 1

O. Lione: 2011-2012
- Supercoppa francese: 1

O. Lione: 2012

### Nazionale
- Campionato d'Europa Under-19: 1

2010